# Angelo Rocca
Angelo Rocca (Rocca Contrada, 3 marzo 1545 – Roma, 8 aprile 1620) è stato un umanista, bibliotecario e vescovo cattolico italiano.

## Biografia
Conosciuto anche come Camers o Camerinus, da quando a sette anni entrò nel convento agostiniano di Camerino, Angelo Rocca studiò teologia a Perugia, Roma e Venezia, e si laureò a Padova nel 1577. Nominato superiore del convento agostiniano di Padova (1579), nel 1585 fu messo da Sisto V a capo della Tipografia Vaticana incaricata della pubblicazione della Bibbia e dei Padri (1585). Dieci anni dopo (1595) fu nominato Sacrista del Palazzo apostolico. Nel 1605 divenne vescovo titolare di Tagaste in Numidia, patria di Sant'Agostino.

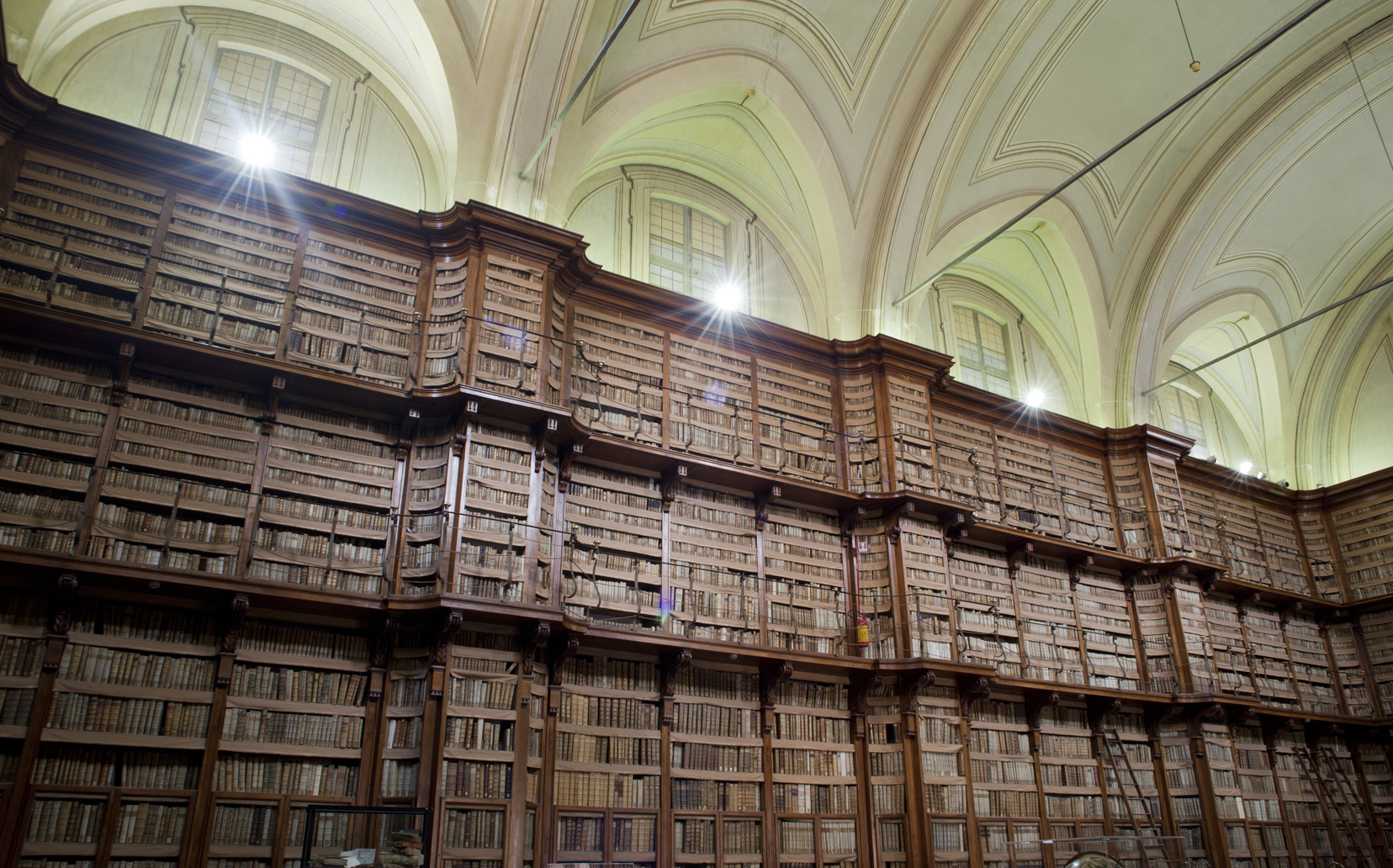
Fondo antico della Biblioteca Angelica

«Il 6 febbraio 1595 Clemente VIII con un rescritto riconosceva all’agostiniano i molti meriti acquistati presso la Tipografia e lo autorizzava a costituire una biblioteca indipendentemente dall’Ordine e dal Convento. Dal rescritto risulta che il Rocca oltre i libri aveva già collezionato quadri, mappe, globi ecc.» Il 23 ottobre 1614 Rocca fondò a Roma la Biblioteca Angelica (così battezzata in suo onore), considerata la prima biblioteca italiana aperta al pubblico. «Nelle intenzioni di Rocca la biblioteca si rivolgeva non solo agli agostiniani, ma «a chiunque lo desideri» («Τοῖς βουλομένοις/Volentibus»), come proclamavano le iscrizioni sopra la porta.»
Gli incarichi vaticani gli servirono per proseguire i suoi studi storici, permettendogli di consultare direttamente documenti conservati in Vaticano rimasti fino a quel momento inaccessibili. «Rocca, oltre che disporre di una solidissima preparazione filologica e teologica, possedeva straordinarie capacità, e resistenza, per una applicazione mentale intensa e continuata, doti non comuni di attenzione, di diligenza e di laboriosità.»
Curò le opere di Egidio Colonna (circa 1243-1316) nel 1581, e di Agostino Trionfi (1243-1328), noto anche come Agostino di Ancona, nel 1582. Partecipò anche all'edizione delle opere di San Bonaventura e di San Gregorio Magno. Fu autore di varie opere di argomento teologico storico ed erudito, tra le quali: Bibliothecæ theologicæ et scripturalis epitome (1594), De Sacrosancto Christi Corpore Romanis Pontificibus iter Conficientibus Præferendo commentarius (1599), De Canonizatione Sanctorum commentarius (1601) e De Campanis (1612).
Collaborò con grande cura e profitto all'edizione della Vulgata detta Clementina (1592), rimasta per diversi secoli la versione ufficiale adottata dal rito latino, e sostituita dalla neovolgata solo nel 1979.
Una raccolta incompleta delle sue opere è contenuta nel Thesaurus pontificiarum sacrarumque antiquitatum necnon rituum, praxium ac cæremoniarum, stampato a Roma nel 1719 e nel 1745.

## Opere (selezione)

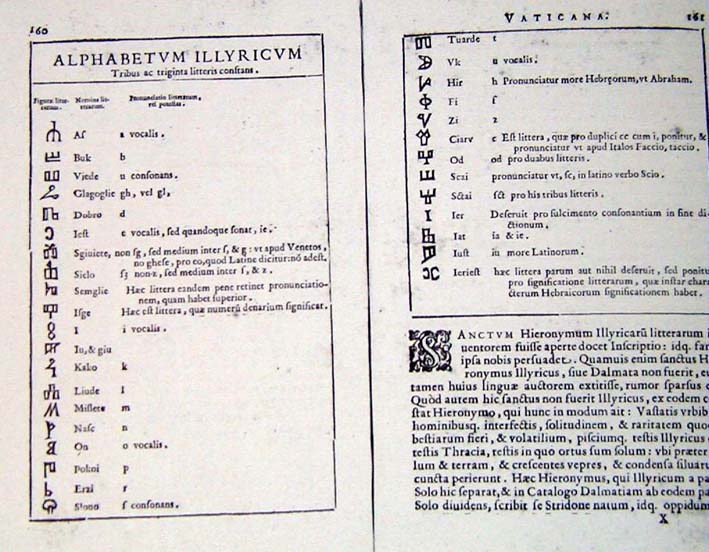
Alfabeto glagolitico descritto da Angelo Rocca nel volume Bibliotheca apostolica Vaticana a Sixto V. pont, max. in splendidiorem locum translata commentario illustrata, Roma, 1591.

- (LA) Lorenzo Valla, Laurentii Vallae Viri doctissimi Elegantiarum linguae Latinae libri sex notationibus in libri margine scriptis, & obseruationibus ad cuiusque capitis calcem additis illustrati a F. Angelo Rocchensi ... Eiusdem Laurentij De sui, & suus, reciprocatione libellus. Index rerum & uerborum locupletissimus, Venezia, apud I. Gryphium, 1576. URL consultato il 12 marzo 2019.
- Angelo Rocca, Osservazioni intorno alle bellezze della lingua latina, Venezia, Presso Aldo, 1590. URL consultato il 12 marzo 2019.
- (LA) Angelo Rocca, Bibliotheca apostolica Vaticana a Sixto V. pont, max. in splendidiorem locum translata commentario illustrata, Roma, Typographia Apostolica Vaticana, 1591. URL consultato l'11 marzo 2019.
- (LA) Angelo Rocca, Bibliothecæ theologicæ et scripturalis epitome, Roma, Domenico Basa, 1594. URL consultato l'11 marzo 2019.
- (LA) Angelo Rocca, Sanctissimo D.N. Clementi 8. pont. max. F. Angelus Rocca Camers ... suorum laborum in B. Gregorium Magnum reliquias, hoc est, S. Gregorii, eiusq. parentum imagines, Scholia in eiusdem sacramentorum librum, Indicem in ipsius vitam a Ioanne Diacono conscriptam, Tabulas denique donariorum beatissimis apostolis Petro et Paulo ab eodem S. Gregorio dicatas D.D.D., Roma, ex typographia Vaticana, 1597. URL consultato il 12 marzo 2019.
- (LA) Angelo Rocca, De Sacrosancto Christi corpore romanis pontificibus iter conficientibus præferendo commentarius, Roma, Guglielmo Facciotto, 1599. URL consultato l'11 marzo 2019.
- (LA) Angelo Rocca, De canonizatione sanctorum commentarius, Roma, Guglielmo Facciotto, 1601. URL consultato l'11 marzo 2019.
- (LA) Angelo Rocca, De campanis commentarius, Roma, Guglielmo Facciotto, 1612. URL consultato l'11 marzo 2019. Questa dissertazione di Rocca fu inclusa da Albert-Henri de Sallengre nel  Novus thesaurus antiquitatum romanarum, II,  pp. 1233-1304.
- (LA) Angelo Rocca, Thesaurus pontificiarum sacrarumque antiquitatum, nec non rituum, praxium et caeremoniarum, vol. 1, Roma, Bernabò & Lazzarini, 1745. URL consultato il 28 marzo 2019.
- (LA) Angelo Rocca, Thesaurus pontificiarum sacrarumque antiquitatum, nec non rituum, praxium et caeremoniarum, vol. 2, Roma, Bernabò & Lazzarini, 1745. URL consultato il 28 marzo 2019.

## Genealogia episcopale
La genealogia episcopale è:
- Cardinale Juan Pardo de Tavera
- Cardinale Antoine Perrenot de Granvelle
- Cardinale Francisco Pacheco de Villena
- Papa Leone XI
- Cardinale Ottavio Bandini
- Vescovo Angelo Rocca, O.E.S.A.